# Ofélia Marques
Ofélia Gonçalves Pereira da Cruz oder kurz Ofélia Marques (* 14. November 1902 in Lissabon; † 17. Dezember 1952 ebenda) war eine portugiesische Malerin, Karikaturistin und Illustratorin, die für ihre Illustrationen von Kinderbüchern bekannt war.

## Leben und Werk

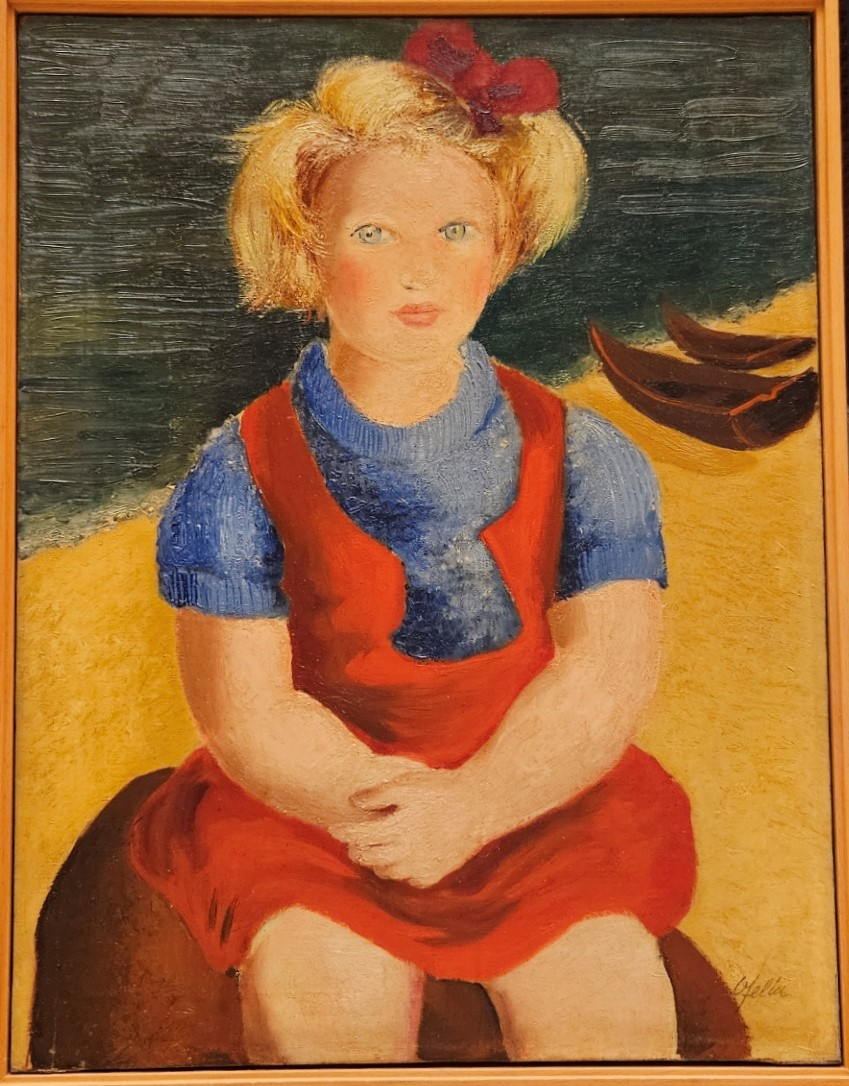
Ofélia Marques: ohne Titel, Öl auf Leinwand mit Datum, Calouste Gulbenkian-Stiftung

Ab 1911 besuchte Marques das Liceu Maria Pia in Lissabon und kam in der Mädchenschule erstmals mit dem Zeichnen in Berührung. Sie schloss die Schule 1916 ab und trat 1918 in die Fakultät für Literatur an der Universität Lissabon ein. Marques war eine der ersten Frauen, die in Portugal eine Universität besuchten. Sie schrieb sich für den Studiengang Romanistik an der Fakultät für Literaturwissenschaften der Universität Lissabon ein, brach das Studium jedoch im dritten Jahr ab. Von da an widmete sich Ofélia als Autodidaktin einer künstlerischen Laufbahn. Der Einstieg wurde vielleicht auch durch die Begegnung mit Bernardo Loureiro Marques, einem Kommilitonen und späteren Ehemann, begünstigt. Ihre erste Teilnahme an den Gruppenausstellungen der Modernisten fand 1926 auf dem II Salão de Outono (2. Herbstsalon) statt.
Sie widmete sich vor allem der stark kolorierten Zeichnung, in der sie – wie Emília Ferreira, die Kuratorin der Fundação Calouste Gulbenkian es formuliert – ihre Vorliebe „für naive Ansichten von Kindern und ihrem Spielalltag, die sie stets durch nachdenkliche Posen abmildert, in Verbindung mit ihrem bekannten Bedauern darüber, selbst keine Mutter zu sein“, offenbart. Untergraben wird die naive Freundlichkeit, wenn die Zeichnungen Facetten einer erotischen Intimität zeigen oder wenn die Kinder fiktive Porträts von Freunden sind, die deren Persönlichkeit karikieren und in einigen Fällen auch mittels eines Lexikons ironisch zitieren. Manche Zeichnungen enthalten bewusste Regelverletzungen, viele sind bewusst unvollendet gelassen. In ihren erotischen und homosexuellen Zeichnungen verstößt sie gegen die puritanische Moral, die den Frauen in der unterdrückenden und beengenden Gesellschaft des Estado Novo auferlegt wurde. Besonders ausdrucksstark sind ihre Selbstporträts.
Ofélia Marques wurde durch ihre Illustrationen von Kinderbüchern und Kurzgeschichten portugiesischer Autoren bekannt, darunter die grafische Gestaltung für das vom Secretariado Nacional de Informação herausgegebene Jornada das mães de família (1942). 1957 gestaltete sie Infância de que nasci von  Natércia Freire und 1959  Mariazinha em África: romance infantil von Fernanda de Castro.
Ihre Arbeiten wurden auch in Zeitungen und Zeitschriften wie ABC-zinho, Atlântico, Ver e Crer, Revista de Portugal, Panorama, Civilização und Litoral, veröffentlicht.
1940 wurde Marques mit dem Premio Amadeo de Souza-Cardoso ausgezeichnet.
Am 17. Dezember 1952 nahm Marques sich das Leben.
Anlässlich ihres 100. Geburtstag 2002 präsentierte die Casa da Cerca in Almada, eine Ausstellung ihrer Zeichnungen, die vorher auch schon im Centro de Arte Moderna der Fundação Calouste Gulbenkian gezeigt worden war. Marques gehörte zu den portugiesischen Künstlerinnen und Künstlern, deren Werke im Museu Calouste Gulbenkian im Rahmen der Ausstellung Tudo O Que Eu Quero ausgestellt wurden, die Teil des Kulturprogramms während der portugiesischen Ratspräsidentschaft der Europäischen Union im Jahr 2021 war.
In Charneca da Caparica, Almada, und in Sesimbra, Setubal, sind Straßen nach Marques benannt. An ihrer Wohnstätte im Haus 6, Rua João Pereira da Rosa, in Lissabon hängt eine Gedenktafel.